# Мегаспорофилл

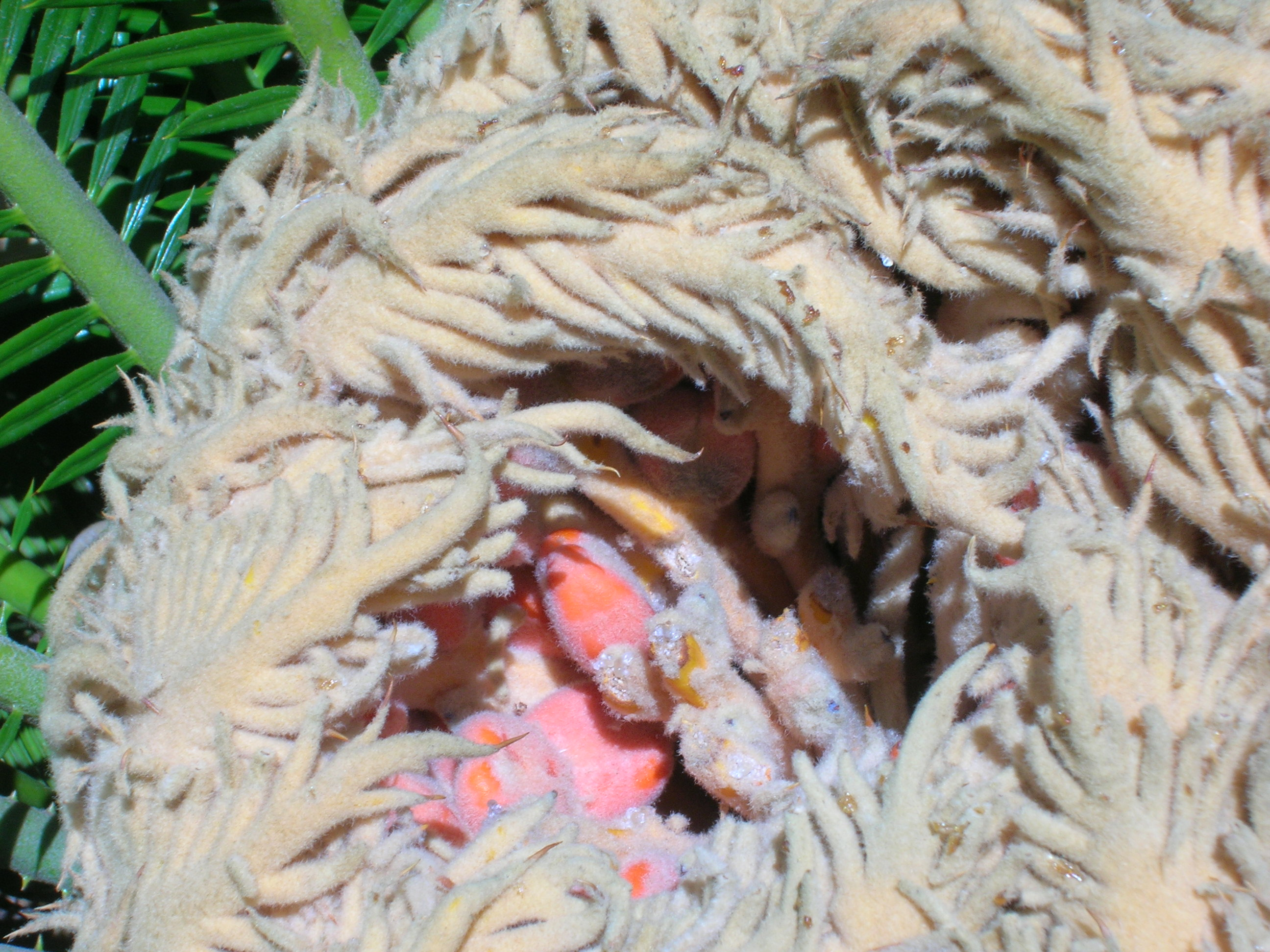
Красно-оранжевые мегаспорофиллы саговника поникающего

Мегаспорофи́лл (также макроспорофилл, от мега- и спорофилл) — женский тип спорофилла у разноспоровых растений. Как и микроспорофилл, представляет собой видоизменённый лист, на котором растёт мегаспорангий, в свою очередь порождающий мегаспоры, образующие женский гаметофит. Мегаспорофиллы часто являются частью стробила (шишки или спороносного колоска).
Мегаспорофилл имеет разнообразное строение:
- у плауновидных (селагинелла) листья мегаспорофилла имеют особую форму и зачастую образуют обоеполые колоски;
- у голосеменных мегаспорофилл может иметь якоревидный или перистый вид (саговники) или может входить в состав семенной чешуи (хвойные);
- у цветковых мегаспорофиллом является плодолистик.